# Charaktery (La Bruyère)
Charaktery, pełny tytuł Charaktery i obyczaje naszego wieku (oryg. fr. Les Caractères ou les Mœurs de ce siècle) – utwór literacki Jeana de La Bruyère'a wydany po raz pierwszy w 1688. 

## Okoliczności powstania utworu
Inspiracją dla La Bruyère'a było dzieło filozofa greckiego Teofrasta. Bezpośrednim źródłem zawartych w Charakterach obserwacji był jednak dziesięcioletni pobyt autora na dworze rodziny Kondeuszów, gdzie był początkowo prywatnym nauczycielem, a następnie dworzaninem. Dokonywanie prostych analiz i kreślenie portretów psychologicznych, tworzenie celnych aforyzmów, dyskusje na tematy filozoficzne były popularną rozrywką w eleganckich salonach arystokratycznych XVII- i XVIII- wiecznej Francji. Sam autor utrzymywał, że celem szczegółowej analizy społecznej, jakiej efekty przedstawił w utworze, było dojście do wniosków przedstawionych w rozdziałach poświęconych krytyce niewiary i doskonałemu władcy. Krytyka późniejsza uznała je jednak za wstawione w tekst sztucznie, w celu odwrócenia uwagi władz świeckich i duchownych od wymowy całości utworu, krytycznego wobec rzeczywistości współczesnej La Bruyère'owi.
La Bruyère mógł w swoim dziele naśladować Maksymy de la Rochefoucaulda, lub przynajmniej ich konwencję literacką: tekst nieciągły, bezpośrednie przekazywanie własnych refleksji i przemyśleń, formułowanie ich w formie chwytliwych maksym lub sugestywnych obrazów-przykładów. 

## Treść
Charaktery składają się z szesnastu rozdziałów zawierających maksymy, aforyzmy i luźne refleksje autora podzielone tematycznie: 
- O dziełach rozumu - rozdział poświęcony literackim poglądom autora, preferującego twórców starożytnych nad współczesnych. Zawiera również komentarze dotyczące twórczości wybranych autorów francuskich: Jeana Racine’a, Pierre’a Corneille’a, Moliera, Jeana de La Fontaine’a, Pierre’a de Ronsard, Michela de Montaigne'a oraz Clementa Marota.
- O zasłudze osobistej. Refleksja nad procesem uzyskiwania w społeczeństwie szacunku. Autor dochodzi do wniosku, że jedynie ludzie wysoko urodzeni oraz bogaci mają szansę szybko uzyskać uznanie innych. Pozostali, niezależnie od rzeczywistych zasług, muszą o nie walczyć przez wiele lat, a i tak ich pozycja nie stanie się tak wysoka.
- O kobietach. Charakterystyka kobiet współtworzących życie współczesnych autorowi eleganckich salonów. Kobieta jest istotą skupioną na kokieterii, frywolną i nieszczerą, w dodatku kieruje się w życiu skrajnymi uczuciami.
- O sercu. Rozdział poświęcony refleksji nad różnymi uczuciami, w szczególności przyjaźnią.
- O towarzystwie i rozmowie. Nawiązanie do roli rozmowy w życiu salonów francuskich, refleksja nad sposobem jej prowadzenia, elegancją towarzyską i sposobem wyrażania myśli.
- O dostatkach. Krytyka parweniuszy, w szczególności bankierów, protest wobec gromadzenia nadmiernej ilości bogactw w sytuacji, gdy w społeczeństwie istnieją całe grupy cierpiące nędzę.
- O mieście. Analiza porównawcza etosu mieszczanina oraz obyczajów dworskich, zwrócenie uwagi na upadek dawnych ideałów życia na korzyść naśladowania stylu życia na dworze królewskim.
- O wielkich panach. Krytyka „możnych tego świata”. Autor uznaje ich za krótkowzrocznych egoistów, zachwyconych własną osobą i pozbawionych współczucia w stosunku do większości społeczeństwa. Snuje refleksje nad deprawacją ludzi poprzez udział w sprawowaniu władzy.
- O władcy i państwie. Myśli nad pożądanym kształtem władzy państwowej, sposobem organizacji życia politycznego, obraz Ludwika XIV jako doskonałego władcy.
- O człowieku. Refleksja nad sytuacją chłopów francuskich.
- O opiniach. Rozważania nad chwiejnością ocen formułowanych przez ludzi, zmiennością poglądów i wynikającym z niej bezsensem wszelkich konfliktów ideologicznych.
- O niektórych zwyczajach. Krytyczne spojrzenie autora na wybrane obyczaje salonowe, jakie zaobserwował.
- O kazalnicy. Fragment ponownie podejmujący kwestię formułowania myśli i eleganckiego wysławiania się, z naciskiem na krytykę niepoprawnej i nieskładnej wymowy.
- O niedowiarkach. Konwencjonalna w epoce krytyka niewiary.

Podział na rozdziały nie wynika z pierwotnego rozkładu utworu założonego w momencie tworzenia. La Bruyère spisywał swoje notatki i refleksje na bieżąco, zaś klasyfikacji zebranych aforyzmów i maksym dokonał w momencie, gdy uznał, że zebrał dostatecznie wiele takiego materiału. Podział na grupy-rozdziały nie miał sztywnego charakteru. Za życia twórcy ukazało się osiem wydań Charakterów; każde z nich było zmienione w stosunku do poprzedniego, gdyż La Bruyère stale modyfikował układ tekstu i dodawał nowe refleksje. W pierwszym wydaniu ich łączna liczba wynosiła 420, w dziewiątym (pośmiertnym, ale poprawionym wcześniej przez autora) - 1120.

## Cechy utworu
G. Lanson i P. Tuffrau widzą w Charakterach analizę dwóch głównych tematów: natury ludzkiej i systemu społecznego. W pierwszym temacie La Bruyère jest kontynuatorem myśli Montaigne'a oraz La Rochefoucaulda: człowiek jawi się w jego dziele jako istota zmienna, samolubna, próżna i egoistyczna. Szerzej ujęte zostało zagadnienie drugie - autor wskazuje na nadużycia panującego systemu społecznego, które są jego zdaniem konsekwencją niedoskonałości ludzkiej natury. 
Wiele ukazanych przez autora przykładów-portretów psychologicznych przeradza się w szersze scenki rodzajowe; współcześni La Bruyère'a usiłowali doszukiwać się w przedstawianych postaciach portretów prawdziwych bywalców salonów, których znał autor. Ten jednak konsekwentnie zaprzeczał, jakoby wzorował się na konkretnych, autentycznych postaciach. 
W celu zachowania uwagi czytelnika i nieznużenia go wprowadzaniem kolejnych niezwiązanych ze sobą wątków autor starał się możliwie różnicować ich styl i formę: po aforyzmie wprowadzać sceny z elementami pastiszu, dialogi i paradoksy. Jak sam tłumaczył, szczególnie starał się zachować elegancję i błyskotliwość stylistyczną.